# 동방화영총 ~ Phantasmagoria of Flower View
《동방화영총 ~ Phantasmagoria of Flower View》(일본어: 東方花映塚 〜 Phantasmagoria of Flower View. 도호카에이즈카[*])은 동방 프로젝트의 아홉번째 시리즈 게임이다.

## 신규 등장 인물

#### 샤메이마루 아야
요괴의 산에 사는 까마귀 텐구. 신문 기자로 일하고 있다. 원래 까마귀였으며, 1000년 전부터 환상향에 살고 있다. 환상향에서도〈최고 클래스〉의 힘을 가지고 있지만, 평소에는 결코 힘을 자랑하지 않는다.
《화영총》에서는 붉은 눈, 어깨 길이의 검은 머리에는 붉은 토킨을 쓰고 있고 하얀 블라우스에 검은 미니 스커트를 입고 있다. 텐구의 정식 복장을 입은 《풍신록》에서는 블라우스와 스커트에 낙엽 패턴이 그려지고, 토킨에는 흰 깃털들이 추가된다. 항상 소지하는 물건은 바람을 일으키는 부채와 사진기, 수첩인 문화첩이 있다.
《문화첩(서적)》이나 《구문사기》에서는 등에 검은 날개가 나있는 삽화가 일부 보이지만, 《화영총》,《문화첩(게임)》,《동방풍신록》,《비상천》,《더블 스포일러》에서는 날개가 그려져 있지 않다.
너무 성실한 나머지 융통성이 없는 성격. 환상향의 텐구는 예외없이 강한 자 앞에서는 예의 바르고 약한 것으로 간주되는 사람에게는 강하게 나온다. 그러나 취재 상대에게는 항상 예의가 바르다.
《비상천》부속의 "덤.txt "에 따르면, 그녀는 두뇌가 명석하고 비호전적이다. 사고 능력이 매우 높고, 사람의 몇 배의 속도로 아이디어를 짜낼 수 있다.
〈붕붕마루〉라는 신문을 집필/발행하고 있다. 진실이 아니면 기사로 쓰지 않고, 거짓 정보는 돈을 받아도 기사로 싣지 않고, 확실한 증거가 없으면 기사로 내지 않는다고 발언하고 있다.
그러나 스토리의 자작 연출과 기사 내용의 날조도 어느 정도하고 있는 것 같고,
동업자 히메카이도 하타테는 내용이 근거가 없고 일관되지 못하다고 생각하고 있다.
텐구의 신문 자체는 주로 그 동료가 구독해왔으며 《문화첩(서적)》에서는 야고코로 에이린이 "학급 신문 수준"이라고 비아냥거리고 있다. 작중에서 이 신문을 읽고 있는 장면이 등장하는 것은 모리치카 린노스케와 빛의 3요정이다.《구문사기》에서는 히에다노 아큐에게서 신랄하게 비평되는 한편, 《향림당》단행본 제 17 화에서는 린노스케는 "다른 텐구의 신문보다는 도움이 된다"고 말하고 있다.
《문화첩(서적)》은 그녀가 쓴 신문이라는 형식을 취하고 있다. 《문화첩(게임)》은 취재 상황이라는 설정 하에 단독 기체로 등장하고 있다.
《화영총》에서는 꽃의 이변을 기사화 하려고 취재에 나선다. 《풍신록》에서는 산의 자경대장인 대 텐구가 침입자와의 접촉을 명령하여 4면 보스로 등장한다. 그 때는, 머플러 같은 일본식 무늬가 들어간 셔츠 복장으로 《화영총》과 《문화첩(서적)》와 같은 정중한 어조가 아니라 친밀한 어조이다. ZUN은 텐구을 '조직'과 같은 것으로 이미지하고 있기 때문에 (산에 사는 요괴는 현실의 회사와 같은 조직 사회를 구축하고 있다는 설정), 직장인을 표현한 옷을 입었다. 아야의 테마 곡인 '풍신 소녀'(《화영총》《문화첩(게임)》에서 사용) 신문 기자로서의 것이고,'요괴의 산'( 《풍신록》에서 사용)은 텐구 사회의 일원으로서의 것이다.

#### 메디슨 멜랑콜리
은방울꽃이 피는 "무명의 언덕"에 버려진 인형이 오랫동안 은방울꽃의 독을 받아 요괴화 한 존재.
《구문사기》에 의하면, (자신을 버린) 인간을 증오하며, 따라서 우호도는 '악'으로 되어있다. 하지만 말로 잘 구슬리면 쉽사리 속아 넘어간다. 또한 크기는 복화술에 쓰이는 조금 커다란 인형 정도이다.
《화영총》의 시점에서는 요괴가 되고 나서 아직 몇 년 지나지 않은 초보이며, 행동이나 언행에 유치함이 남아있다. 인간에게 조종되는 존재일 뿐인 인형의 지위 향상을 위한 "인형 해방"을 강력히 희망한다. 하지만 시키에이키에게서 "당신은 세상을 너무 모른다"고 설교받고, 당분간 견문을 넓히기로 했다.
《화영총》엔딩에서는 이나바 테위에게 은방울꽃 밭의 일각을 빌려주고, 장기인 독을 선물한 야고코로 에이린과 교우 관계를 갖게 되지만,"인형 해방"을 포기하지 않는 것 같다. 또한 《맹월초》에서는 앨리스 마가트로이드와 뭔가 이야기하고 있다. 인형의 인연 때문인지 둘이서 카기야마 히나를 만나보는 모습도 나온다.
독을 다루는 능력을 가진다. 식물 독을 이용하여 인간을 조종 할 수도 있다. 그러나 경험과 지식이 적어 상대의 역량을 간파하지 못하고, 힘을 조절하는 법도 모른다.
《화영총》에 제공된 "캐릭터 설정 .txt "에서는 비생물(인형)인 메디슨에게는 독이 전혀 효과가 없는 것으로 되어 있지만, 《화영총》게임 중에서는 독 공격을 받았을 때 타격 판정이 있다.
은방울꽃 꽃을 "스 씨 スーさん"라고 부르고 있다.
이름 "Medicine"은 의약, 의학, 약물 의 의미를 가진다. 은방울꽃에는 강한 독이 들어 있지만, 소량일 경우 강심제에 사용된다.

### 카자미 유카
계절의 꽃을 사랑하며 일년 내내 어딘가 꽃이 피어있는 곳으로 이동하고 있는 요괴.
그 생활에 방해가 되면 인간, 요괴를 불문하고 무자비하게 공격해 온다. 원래 성격이 상대의 신경을 거스르는 것을 좋아하기 때문에 《구문사기》에서는 인간과의 우호도는 “최악”으로 되어있다. 오랫동안 살아온 듯 하다. 다른 고참 요괴와 마찬가지로 자주적으로 인간을 습격하는 일은 적다고 한다.
곤두서는 버릇이 있는 녹색 머리에 진홍 눈동자. 흰색 블라우스와 체크 무늬가 들어간 빨간 롱 스커트를 입고 그 위에 동일한 체크 무늬 조끼를 걸치고 있다. 동방 캐릭터답지 않게 리본이나 머리 장식, 모자 등의 장식이 전혀 존재하지 않는다. 스커트 밑단 부분은 화영총의 스탠딩CG와 구문사기에서 단순한 프릴 대신 레이스에 가까운 형태로 그려져 있다. 또한 목에 노란 리본을 매고 항상 양산을 쓰고 있다.
그녀는 꽃을 조종하는 능력을 가진다. 《구문사기》에 따르면, 시든 꽃을 원래대로 피게 하거나 해바라기의 방향을 바꾸거나 하는 것으로, 특히 전투에 유용할 것 같은 능력이 아니다. 대신 순수하게 높은 요력과 신체 능력을 가지고 있어, 양산이나 꽃을 사용하여 우아하게 싸운다.
구작 시점에서 "신사 주변에 사는 요괴 중에서는 최강 클래스"이며, 《화영총》이나《구문사기》등에서도 강력한 요괴로 되어 있기 때문에 최강의 요괴의 일각으로 다루어지는 경우가 많고, 반대로 공식 스펠 카드를 2 장 밖에 가지고 있지 않기 때문에, 종합적으로는 평범한 능력, 즉 〈스펠카드 룰〉에 대항하면 그다지 강하지 않는 취급을 받는 일도 드물게 있다
성격은 마이페이스로 혼자 있는 것을 좋아한다. 방해하는 자에게는 가혹한 응징이 기다리고 있지만, 영역을 침범하지 않는 한 신사적이고 예의가 바르다.
강대한 힘을 가진 요괴인 만큼 일반적인 인간과 약한 요괴에 관심이 없고, 마찬가지로 강력한 힘을 가진 요괴나 특별한 능력을 가진 인간 밖에 상대하지 않는다. 그러나 힘이 있는 자끼리 충돌하면 양쪽 모두 무사하지 못할 것은 알고 있다. 때문에 오래 사는 요괴의 지혜로써 승부를 벌이기 전에 먼저 규칙을 정해 형식적으로 싸우는 경우가 많다고 한다.
구작에서는〈몽환관〉이라는 건물에 살고 있었다. 《화영총》에서는 이변의 원인을 알고 있기 때문에 이변에 놀라지 않고 즐기고 있다.

#### 오노즈카 코마치
죽은 영혼을 피안에 건네는 삼도천의 뱃사공. '사신(死神)'이라는 종족이다. 1인칭은 치르노, 오린처럼 "아타이あたい"를 쓰기도 하지만, "와타시私"를 사용하는 경우가 더 많다.
염라 시키에이키 야마자나두의 부하. 그녀에게 혼날 때의 말버릇인 “컁きゃん!”은 유명하다.
주로 환상향의 사자死者를 담당하고 있다. 땡땡이 버릇이 있어서 《화영총》작중에서는 시키에이키에게 발견되고는 자주 혼나고 있다. 게으름 피우고 있는 동안은 환상향에 있는 것 같고, 그 모습을 자주 목격되고 있다. 배에 태운 영혼과의 대화가 업무 중의 낙이다 "사신의 눈"으로 상대의 수명을 볼 수 있을 것 같다.
직책은 "사자 맞이"담당이 아니라 단순한 뱃사공으로, 스스로 상대를 죽이고 죽음으로 인도하는 일은 하지 않는 것 같다.
그녀는 "거리를 조종하는 정도의 능력"을 가지고 있어서 삼도천의 길이와 깊이를 강을 통과하는 죽은 영혼의 업에 따라 자유 자재로 바꿀 수 있다. 《비상천》부속의덤 .txt 에 따르면 일반 도로의 길이도 바꿀 수 있다.
《화영총》에서는 이상 현상으로 모인 영혼이 환상향에 넘어온다. 하지만 여전히 마이페이스로 일을 진행하고 있었기 때문에 이변이 장기화한다. 따라서 《화영총》코마치 루트 9면에서는 시키에이키에게 해고된다. 《비상천》에서는 유령이 사라진 것에 골머리를 썩는 한편, 기상 이변이 각 인물의 기질의 발현이라는 것을 깨달으면서 심심풀이로 둘러 보고 있다.
에도 토박이 같은 성격으로, 명랑한 이야기를 좋아하고 누구와도 친하게 지내고 분위기를 띄우는 것이 매우 능숙하다. 함께 있으면 재미있기 때문에 뱃사공의 사신 중에서도 사자에게 인기가 높다고 한다. 결코 어리석지 않으며, 인간의 본질을 통찰하는 날카로운 관찰력을 갖고 있다.
《삼월정》에서는 영혼의 윤회 방식을 삼월정에게 말한다거나 지장이 무엇인지 키리사메 마리사에게 설파하면서 조용한 기백을 보이는 등, 그 지식과 경험에 있어 특유의 관록을 보여주고 있다. 《자가선》에서는 기회가 있을 때마다 감시 대상인 이바라키 카센의 저택을 방문하고 있다. 경고를 하거나 정보를 전달하거나, 때로는 카센의 행동에 감동하는 등 두 사람의 관계는 다양한 생각이 교차한 것 같은 모습이다.
이름의 유래는 헤이안 시대 가수인 오노노 코마치小野小町와 그 조부인 오노노 타카무라小野篁로 추정된다.

#### 시키에이키 야마자나두
본명은 시키에이키. 야마자나두는〈시비곡직청〉의 담당 부서를 나타내는 직책명이다. "야마"는〈염라〉, “자나두”는 〈낙원(=환상향)〉을 의미한다. 염라는 한 사람이 아니라 사망자가 생전에 살던 지역별 담당자로서 다수가 존재한다, 그녀는 환상향을 담당하고 있다. 염라가 되기 전에 지장보살의 석상이었다.
자신 속에 선악의 기준을 가지고 있고, 혼란에 빠져 죽은 영혼이 성불하지 못하는 일이 절대로 없도록, 자신이 가진 "옳고 그름을 구분하는 정도의 능력"을 사용하여 판결을 내린다. 일단 내려진 판결을 뒤집는 것은 불가능하다. 레이센 • 우동게인• 이나바에 의하면, 그녀는 다른 생명체와 위상이 어긋나 간섭할 수 없는 특수한 파장을 갖고 있어, 누구에게도 물들지 않고 현혹되지 않는 타 차원의 존재이기 때문에 타인을 심판하는 것이 가능하다고 한다.
그녀는 염라의 일에 휴가를 내고 환상향을 방문해 설교를 할 수도 있다. 환상향에서는 상당한 고참이지만, 인요를 불문하고 외면당하고 강한 요괴도 그녀 앞에서는 모습을 감춘다.. 《자향화》에서는 야쿠모 유카리와 사이교우지 유유코가 시키에이키같은 인물을 골칫거리로 여기고 있으며, 그 인물이 나타나면 퇴치한다는 묘사가 있었다.
《화영총》에서는 보스로 나왔다. 이 때는 무연총을 방문한 인간과 요괴들에게 "선행을 쌓는 것"을 설파하고, 자기가 작업할 때 그녀들이 선행을 쌓고 있는지 돌아보고 있다. 여기서 오른쪽 머리가 긴 것을 알 수가 있다.
판결을 내리는 회오의 봉(悔悟棒)과 죽은 자의 과거 행동을 모두 비추는 정파리의 거울(浄玻璃の鏡)을 소지하고 있다.

## 수록곡 목록
1. 화영총(花映塚)～Higan Retour - 타이틀 화면
2. 봄색 오솔길(春色小径)～Colorful Path - 레이무의 테마
3. 오리엔탈 다크플라이트 (オリエンタルダークフライト) - 마리사의 테마
4. 플라워링 나이트 (フラワリングナイト) - 사쿠야의 테마
5. 동방요요몽(東方妖々夢)～Ancient Temple[10] - 요우무의 테마
6. 광기의 눈동자(狂気の瞳)～Invisible Full Moon - 레이센의 테마
7. 말괄량이 아가씨의 모험 (おてんば恋娘の冒険) - 치르노의 테마
8. 유령악단(幽霊楽団)～Phantom Ensemble - 프리즘리버 3자매의 테마
9. 이젠 노래밖에 들리지 않아(もう歌しか聞こえない)～Flower Mix - 미스티아의 테마
10. 우사님의 새하얀 깃발 (お宇佐さまの素い幡) - 테위의 테마
11. 풍신소녀(風神少女) (Short Version) - 아야의 테마(가장 짧은 버전인 4분짜리버전)
12. 포이즌 보디(ポイズンボディ)～Forsaken Doll - 메디슨의 테마
13. 금석환상향(今昔幻想郷)～Flower Land - 유카의 테마
14. 피안귀항(彼岸帰航)～Riverside View - 코마치의 테마
15. 60년째 동방재판(六十年目の東方裁判)～Fate of Sixty Years - 시키에이키의 테마
16. 꽃이 비치는 무덤 (花の映る塚) - 대화 장면의 테마1
17. 차안의 언덕(此岸の塚) - 대화 장면의 테마2
18. 꽃은 환상대로 (花は幻想のままに) - 엔딩 테마
19. 혼의 꽃(魂の花)～Another Dream… - 스태프롤 테마